# Henk Koot
Hendricus Nicolaas Marinus (Henk) Koot (Den Haag, 1 augustus 1912 - Sachsenhausen, 3 mei 1942) was een Nederlandse kok, veehandelaar en verzetsman.
Nadat hij 5 juni 1941 werd gearresteerd voor het smokkelen en verstoppen van wapens voor het verzet werd hij vastgezet in het Oranjehotel.
Op 7 september 1941 werd hij overgeplaatst naar Kamp Amersfoort. Tussentijds werd hij overgeplaatst naar Kamp Haaren waar hij te werk werd gesteld in de keuken.
In Kamp Amersfoort werd hij tijdens het Proces der 72 met 71 lotgenoten ter dood veroordeeld. De veroordeelden werden daarna meteen naar barak 4 gebracht. Daarna werden zij door de Grüne Polizei in groepjes van tien in overvalwagens geladen. Naast iedere gevangene zat aan weerszijden een bewaker. Achterin zaten twee bewakers met machinegeweren. De andere gevangenen moesten in rijen opgesteld zwijgzaam toekijken.
Uiteindelijk kwam hij in concentratiekamp Sachsenhausen terecht, waar hij op zondag 3 mei 1942 in de vroege ochtend met andere leden van de verzetsgroep werd geëxecuteerd.